# Podbeskidzie Bielsko-Biała
El Towarzystwo Sportowe Podbeskidzie Bielsko-Biała Spółka Akcyjna (en español: Asociación Deportiva Podbeskidzie de Bielsko-Biała Sociedad Anónima), conocido simplemente como Podbeskidzie Bielsko-Biała, es un club de fútbol de la ciudad de Bielsko-Biała, en Polonia, fundado en 1995. Actualmente milita en la II Liga de Polonia.

## Historia

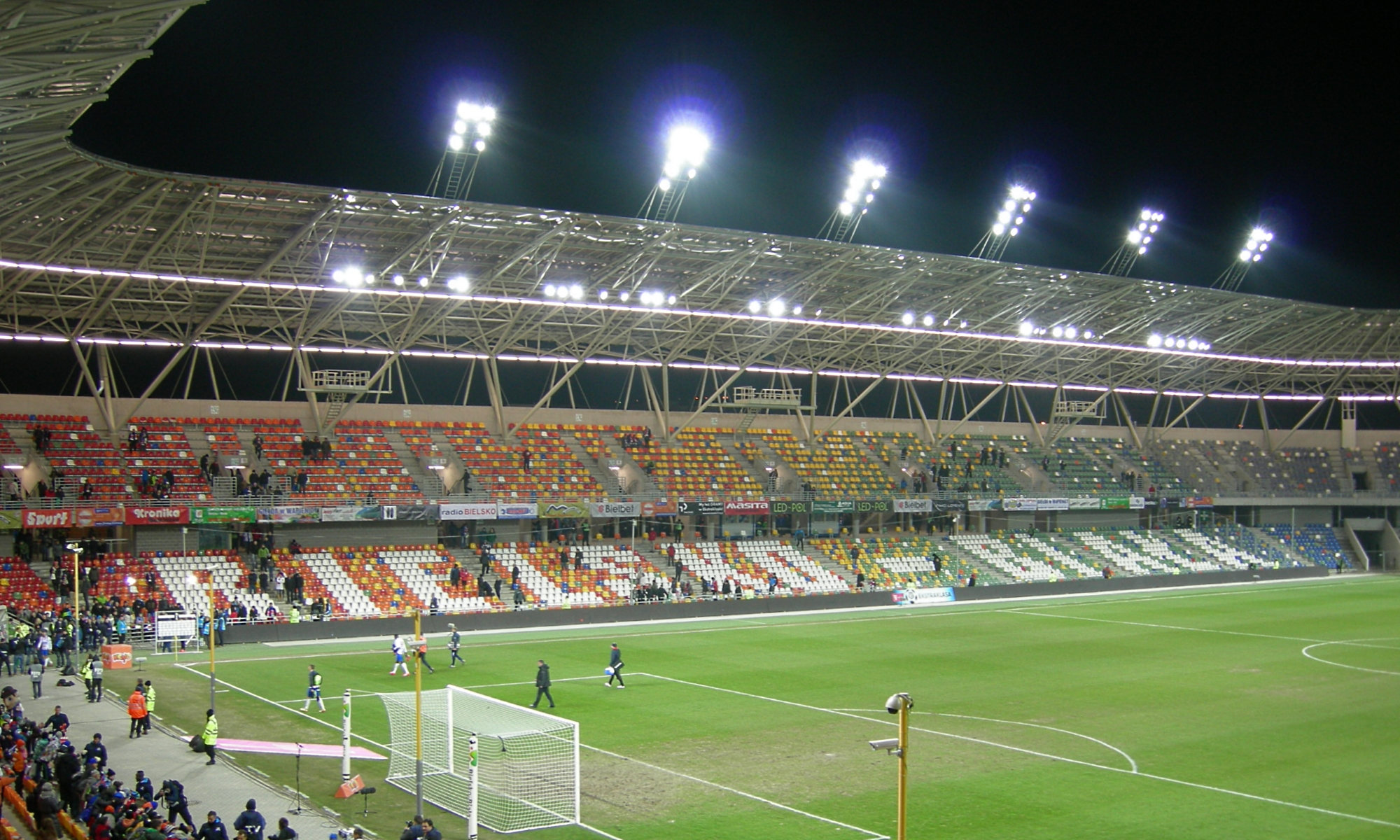
Stadion Miejski

El club fue fundado el 11 de julio de 1997, aunque sus raíces se remontan a 1907, cuando se estableció el Bielitzer Fussball Klub (FK Bielitz) en Bielsko-Biała, por aquel entonces parte de Austria-Hungría, y con gran presencia étnica de alemanes en la región. En 1911 el club cambió de nombre, pasando a llamarse a Bielitz-Bialaer Sport Verein, abreviado como BBSV. Una vez que Bielsko-Biała se incorporó a la Segunda República Polaca en 1920, el club cambió su nombre en alemán por Bielsko-Bialskie Towarzystwo Sportowe Bielsko. 
Tras la Segunda Guerra Mundial comenzaron a aflorar los primeros problemas financieros, obligando al club a fusionarse en 1968 con el KS Włókniarz, fundado en 1911. Otras fusión, en 1997 con el DKS Komorowice, formó oficialmente el actual Podbeskidzie Bielsko-Biała.

## Jugadores

### Jugadores destacados
- Kohei Kato
- Róbert Mazáň
- Tomasz Jodłowiec
- Ireneusz Jeleń
- Krzysztof Król
- Kacper Kostorz
- Łukasz Mierzejewski
- Valērijs Šabala